# Orthemis nodiplaga
Orthemis nodiplaga – gatunek ważki z rodziny ważkowatych (Libellulidae). Występuje na terenie Ameryki Południowej.